# Košetice
Košetice (deutsch Koschetitz) ist eine Gemeinde in Tschechien. Sie liegt sieben Kilometer nordwestlich von Červená Řečice und gehört zum Okres Pelhřimov.

## Geographie
Košetice befindet sich im Südwesten der Böhmisch-Mährischen Höhe auf einem Höhenrücken zwischen den Tälern des Košetický potok, Martinický potok (Goldbach) und Pekelský potok. Nordöstlich erhebt sich die Hůřa (523 m n.m.), im Südosten der V Suchých (565 m n.m.), südlich der Vystrkov (565 m n.m.) und Radějov (576 m n.m.).
Nachbarorte sind Chyšná, Martinice u Onšova, Horka und Onšov im Norden, Syrov und Senožaty im Nordosten, Beránkův Mlýn, Jiřičky und Číhovice im Osten, Boroviny, Křelovice und Červená Řečice im Südosten, Arneštovice im Süden, Radějov und Krasolesí im Südwesten, Nová Ves, U Hánových und Petrovsko im Westen sowie Kramolín, Červův Mlýn, Jedlina, Borek und Chýstovice im Nordwesten.

## Geschichte
Im Laufe des 11. Jahrhunderts erfolgte die Besiedlung der Gegend. 1233 wurde in einer Grenzurkunde über die Besitzungen des Klosters Seelau auch der Wald Borek genannt. Der nordwestlich des heutigen Dorfes am Goldbach (Martinický potok) gelegene Wald bildete die nordwestliche Grenze der klösterlichen Herrschaft. Zwischen dem 13. und 14. Jahrhundert entstand der Landadelssitz Kočičí hrádek, der in der ersten Hälfte des 15. Jahrhunderts erlosch. Die erste Erwähnung des Dorfes Košetice erfolgte 1352 im päpstlichen Zehntregister durch die Zahlung des Priesters Hermann für den Besitz. 1360 wurden bei der Einführung des Nachfolgers des Pfarrers Hermann die Vladiken Jan und Bohuněk von Košetice als Besitzer von Košetice genannt. Als letzter Pfarrer vor den Hussitenkriegen ist 1417 Kříž von Křešín überliefert.
Nach 1420 erlosch wahrscheinlich mit Domaslav Košetický das Vladikengeschlecht der Košetický von Košetice. Der Freisasse Šimek Kozel genannt Košetický, der zum Ende des 16. Jahrhunderts Vyklantice besaß und später noch die Güter Horka und Onšov hinzu erwarb, entstammte nicht diesem Geschlecht. Seine Nachfahren die sich das Prädikat Košetický z Horek führten zudem auch den grundverschiedenes Wappen. Besitzer von Košetice waren die Košetický z Horek zu keiner Zeit.
Unter den Vojslavský von Vojslavice, die Košetice zwischen 1440 und 1453 besaßen, wurde das Gut an die Herrschaft Hořepník-Loutkov angeschlossen. Ihnen folgten bis 1596 die Herren Trčka von Lípa auf Lipnice und Pelhřimov. 1596 kaufte Mikuláš Beřkovský ze Šebířova und ließ nordwestlich der Kirche an der alten Straße nach Buřenice eine Feste errichteten. 1615 überschrieb er den Besitz seiner Frau Anna Juliane von Arnstadt. Nach dem Tode Mikuláš Beřkovský, er fiel in der Schlacht am Weißen Berg, wurde 1623 der Besitz der Beřkovský eingezogen. Die Katholikin Anna Juliane Beřkovský konnte Košetice 1624 mit ihrer eigenen Mitgift zurückkaufen. 1639 erbte ihre Tochter Johanna Eusebia Beřkovský ze Svárova und deren zweiter Ehemann Johann Ignaz Zucker von Tannfeld Košetice. Weitere Besitzer waren der Sohn Wenzel Johann von Svárov und zwischen 1660 und 1672 Karl Maximilian Paris von Lodron.
1670 wurde in Košetice wieder eine Pfarradministratur eingerichtet, die seit dem Ende des 17. Jahrhunderts überwiegend von den Prämonstratenserbrüdern aus Seelau betreut wurde.
Im Jahre 1672 erwarb Graf Caretto-Millesimo Košetice. Seine überschuldeten Güter wurden drei Jahre später versteigert und neue Besitzer von Košetice wurden die Dominikaner auf der Prager Neustadt. Der Orden brachte die heruntergewirtschaftete Herrschaft wieder empor und verkaufte sie 1701 gewinnbringend an Ferdinand Georg Vražda von Kunwald. 1713 erbte dessen Sohn Franz Vražda von Kunwald Košetice und verkaufte es 1716 an Anna Freiin von Ranzau. Ihr Sohn Leopold Siegming von Ranzau veräußerte Košetice 1725 für 45.000 Gulden an 45.000 Gulden an den Hauptmann des Czaslauer Kreises, Josef Jaroslav Graf Věžník z Věžníků (1695–1740). Er ließ bis zu seinem frühzeitigen Tode am 29. Januar 1740 das Schloss und den Wirtschaftshof zu einer barocken Residenz umgestalten. Da sein ältester Sohn František Graf Věžník 1736 als Frater Marian in den Prämonstratenserorden eingetreten war, fiel das Erbe seine Witwe Sylvie von Klebelsberg zu, die es bis 1756 für ihren jüngsten Sohn Anton Johann Nepomuk Brixi Věžník z Věžníků bis zu dessen Volljährigkeit verwaltete. Auf der Grundlage des Gestifts des Grafen Anton Věžník wurde 1762 in Košetice wieder eine eigenständige Pfarre eingerichtet. Der an einer chronischen Krankheit leidende Anton Graf Věžník verkaufte Košetice 1769 seinem Leibarzt Josef Franz Xaver Erithräi aus Kutná Hora und verstarb im selben Jahre in Kutná Hora. 1778 erwarb Johann Freiherr von Goldenhoffen Košetice. Er starb 1783 auf einer Reise in der Steiermark. Nachfolgender Besitzer war bis 1786 der Freisasse Antonín Josef Šiška von Jamolice. Er beging nach einer Anklage wegen Diebstahls in Prag Suizid. Bei der Versteigerung seines Nachlasses erwarb Anton Moritz Ritter von Böhm die Herrschaft. Die Herren von Böhm ließen 1787 Teile der herrschaftlichen Hofes parzellieren und die Dörfer Neudorf (Suchomasty, heute Nová Ves) und Schonbold (Šimbold, heute Krasolesí) anlegen. Im Wald bei der Beránkův Mlýn gründeten die Herren von Böhm 1789 eine Glashütte, die bis 1796 im Betrieb stand. In den Jahren 1792 bis 1794 entstand an der Stelle eines Bauernhofes neben der Kirche ein neues Pfarrhaus. Am 6. August 1795 schlug der Blitz in den Kirchturm, die Schäden ließ Ritter von Böhm noch im selben Jahre beseitigen. Seit 1797 ist in Košetice eine Pfarrschule nachweisbar. Das polnische Rittergeschlecht von Böhm hielt den Besitz bis 1860.
Nach der Ablösung der Patrimonialherrschaften bildete Košetice/Koschetitz ab 1850 mit dem Ortsteil Nová Ves eine politische Gemeinde in der Bezirkshauptmannschaft Ledetsch. Sitz des Bezirksgerichtes wurde wenig später Dolní Kralovice. 1860 verkauften die Herren von Böhm die Güter an Joseph Freiherr von Stangler. Im Deutschen Krieg zogen am 15. August 1855 preußische Husaren nach Košetice und schleppten die Cholera ein, an der neben zwei Soldaten auch 25 Einwohner verstarben. Am 21. Mai 1867 brannte der herrschaftliche Wirtschaftshof ab. 1876 wurde der herrschaftliche Revierförster Josef Kruml im Wald Kosoví les vom Wildschütz Jan Zík ermordet. 1887 vernichtete ein Großbrand 14 Gebäude. 1895 gründete sich die Freiwillige Feuerwehr. 1896 verkaufte die Familie Stangler Košetice an den Prager Millionär und Unternehmer Viktor Rost und zog auf Schloss Věž. Er besaß die Güter bis 1910 und war, ebenso wie sein aus Deutschen bestehendes Personal, bei den Bewohnern des Dorfes, wenig beliebt. Nachfolgender Schlossherr war der Politiker Karel Prášek. In den Jahren 1912 bis 1913 wurde der alte Friedhof an der Kirche ausgehoben und am östlichen Ortsrand ein neuer angelegt. 1913 entstand auch ein Schulneubau. Krasolesí und Nový Dvůr wurden 1923 an Košetice angeschlossen. Zwischen 1928 und 1932 wurde Straße von Martinice u Onšova nach Košetice gebaut. In den Jahren 1929 und 1930 erfolgte eine Rekonstruktion der Brennerei. In den letzten Tagen des Zweiten Weltkrieges besetzte die Rote Armee im April und Mai 1945 Košetice und verursachte Schäden in Höhe von 690.000 Kronen. 1950 wurde Pacov dem Okres Pacov angeschlossen und nach dessen Auflösung kam die Gemeinde 1961 zum Okres Pelhřimov. Zwischen 1976 und 1989 erfolgte die Eingemeindung der Orte Arneštovice, Babice, Buřenice, Chýstovice, Chyšná, Jedlina, Kyjov, Martinice u Onšova, Nová Ves, Radějov, Skoranovice, Onšov, Těškovice und Chlovy, die sich bis 1992 wieder loslösten. Die Familie Prášek erhielt 1995 in Restitution die Schlösser zurück. Die Gemeindeverwaltung, Bücherei und Kleidersammlung zog 1996 im Zuge der Räumung des Schlosses in das Pfarrhaus. Die gleichfalls im Schloss untergebrachte Produktionsstätte der Genossenschaft DUP Pelhřimov wurde stillgelegt. Zwischen 2000 und 2001 entstand ein Neubau für die Gemeindeverwaltung. Im Jahre 2004 stellte die Brennerei den Betrieb ein. Zum Jahresbeginn 2009 hatte die Gemeinde 721 Einwohner. Davon lebten 712 im Ortsteil Košetice und neun im Ortsteil Nová Ves.

## Gemeindegliederung
Die Gemeinde Košetice besteht aus den Ortsteilen Košetice (Koschetitz) und Nová Ves (Neudorf) sowie der Ansiedlung Krasolesí (Schönwald, früher Schonbold) und den Einschichten Borek, Horka (Hurka), U Hánových und Beránkův Mlýn. Grundsiedlungseinheiten sind Košetice, Krasolesí und Nová Ves.

## Sehenswürdigkeiten
- Altes Schloss Košetice, das zum Ende des 16. Jahrhunderts für Mikuláš Beřkovský errichtete Renaissanceschloss wurde 1745 um einen barocken Flügel erweitert. Im Jahre 1787 erfolgte ein Umbau.
- Neues Schloss Košetice, der Neorenaissancebau aus dem 18. Jahrhundert wurde um 1900 klassizistisch umgestaltet
- Kirche Johannes des Täufers, seit 1352 nachweisbar, 1976 erhielt sie eine Generalinstandsetzung. Im Jahre 1997 wurde das aus der Mitte des 14. Jahrhunderts stammende Fresko Passion des hl. Laurentius freigelegt und zugleich die Statuen des hl. Josef und Antonius restauriert.
- Kapelle Leiden Christi
- Statue des hl. Johannes von Nepomuk, im Jahre 2002 restauriert
- jüdischer Friedhof, im Wald Háj südöstlich des Ortes, er wurde 2003 aus Mittel der Gemeinde Košetice und der Jüdischen Gemeinde Prag instand setzt
- historischer Meilenstein am Dorfplatz

## Meteorologische Forschungsstation
Nordwestlich von Košetice (bei der Gemeinde Křešín) existiert eine meteorologische Forschungsstation. Auf dem Areal dieser Station wurde im Jahr 2012 ein 250 Meter hoher meteorologischer Mast errichtet. Messungen von meteorologischen Parametern in verschiedenen Höhen und von Aerosolen sowie Quecksilberpartikeln sollen zum Projekt CzechGlobe der Tschechischen Akademie der Wissenschaften beitragen, also Verfolgung der Klimaänderung.